# Lipan (familie de nobili)
Lipan – veche familie nobiliară din Moldova.
Constandin Sion amintește această familie în volumul său „Arhondologia Moldovei“ (Iași 1892):
„Lipan – Moldoveni, răzăși din Vrancea, un Neculai Lipan însurîndu-se cu o fată a unui răzăș de la Clipicești, Țifești, Pudureni și Copăcești, au avut trei ficiori: Ioniță, Iordachi și Gheorghe. Din aceștia, Ioniță intrînd slugă la vistiernicul Sandulachi Sturza, de casa căruia era stolnicul Șerban Periețanu, cumnat de vară primară maicei mele, om cu mare avere și numai o fată avè, dar să vede că era și prost, sau varvar, că în silă ș-a măritat fata cu acel Ioniță Lipan și a făcut pe postelnicul Costachi Lipan; numai că biata fimeie, simțitoari fiind, au și murit. Pe băiat l-au crescut bunică-sa, stolniceasa; după ce au murit bătrîna l-au luat maică-mea. Acesta, la domnul Calimah s-au făcut sardar, la Ioan vodă Sturza, spatar, iar la Mihai vodă, postelnic. Și fiul său Iorgu, fiind prezident la Putna și ispravnic de Iași, în 1848 l-au făcut postelnic. Pe Gheorghe, moșul postelnicului Costachi, prin mijlocirea nepotu-său, domnul Ioan Sturza l-au făcut căminar. Pe Neculai, fiul căpitanului Iordachi, văr primare cu postelnicul Costachi, tot Mihai vodă l-au făcut comis și Enachi, frate vitreg postelnicului Costachi, la Ioan vodă s-a făcut căminar; și, iată, o familie boierească nouă și răpede ridictă la înalte ranguri au sporit în țară. Pentru fericirea ei sau pentru a ei împilare.“